# São João da Madeira
São João da Madeira là một huyện thuộc tỉnh Aveiro, Bồ Đào Nha. Huyện này có diện tích 8 km², dân số thời điểm năm 2001 là 21102 người.